# 33655 Sumathipala
33655 Sumathipala este o planetă minoră (asteroid), cu un diametru de 2,815 km, din centura de asteroizi. A fost descoperită pe 12 mai 1999 la Experimental Test Site⁠(d) de Lincoln Near-Earth Asteroid Research. 
Obiectul prezintă o orbită caracterizată de o semiaxă mare de 2,443622 UAi, o excentricitate de 0,12, o înclinație de 7,64695 ° în raport cu ecliptica.